# Yo nací para amarte
"Yo nací para amarte" es es el título de una canción escrita y producida por Kike Santander, coproducida por Emilio Estefan e interpretada por el artista mexicano Alejandro Fernández, tomado de su sexto álbum de estudio Me estoy enamorando (1997) Se lanzó como el cuarto y último sencillo del álbum el 18 de mayo de 1998 bajo el sello discográfico Sony Latin. La canción es una balada bolero - pop latino con influencias rancheras y retrata al cantante confesando su amor que admite "va más allá de la razón".
Llegó a la cima de la lista Billboard Hot Latin Tracks en Estados Unidos y permaneció cinco semanas en esta posición. La grabación llevó a Fernández a recibir una nominación a Hot Latin Track of the Year y Pop Hot Latin Track of the Year en los Billboard Latin Music Awards de 1999, mientras que Santander recibió un BMI Latin Award por la canción ese mismo año.

## Antecedentes y composición
Desde 1992, Alejandro Fernández estableció su carrera musical como cantante ranchero al igual que su padre, el icónico cantante ranchero Vicente Fernández . Sus álbumes anteriores, Alejandro Fernández (1992), Piel de niña (1993), Grandes éxitos a la manera de Alejandro Fernández (1994), Qué seas muy feliz (1995) y Muy dentro de mi corazón (1996), ayudaron a solidificar a Fernández. como cantante ranchero.  Aunque su último disco, Muy Dentro de Mi Corazón, fue un éxito, Fernández no quiso simplemente grabar otro disco ranchero. "Si hubiera sacado otro disco solo de rancheras, la gente hubiera esperado lo mismo, y entonces habrían empezado a juzgarme por ese tema [musical]", explicó Fernández. También destacó la popularidad del bolero en las estaciones de radio y citó su menguante difusión radial. Después de escuchar Mi tierra (1993) de Gloria Estefan, Fernández buscó al esposo de Estefan, Emilio Estefan, para que le produjera el siguiente álbum de Fernández. Tras escuchar la propuesta de Fernández, Emilio Estefan aceptó la idea de producir el disco.  La grabación tuvo lugar en los Crescent Moon Studios de Estefan en Miami, Florida.
"Yo nací para amarte", junto con los demás temas del álbum, es una balada bolero - pop latino con influencias rancheras .  La canción fue escrita por el compositor colombo-estadounidense Kike Santander y coproducida por Santander y Estefan. El sonido presenta el uso de cuerdas, maracas, trompetas y percusión. En la letra, el protagonista declara su amor y admite que "va más allá de la razón".

## Recepción
"Yo nací para amarte" fue lanzado como el cuarto y último sencillo de Me estoy enamorando. En los Estados Unidos, el sencillo debutó en el puesto 39 de la lista Billboard Hot Latin Tracks en la semana del 6 de junio de 1998 Alcanzó la cima de las listas seis semanas después, sucediendo a "Rezo" del cantautor y actor puertorriqueño-estadounidense Carlos Ponce. La canción pasó cinco semanas consecutivas en esta posición hasta que fue reemplazada por "Una fan enamorada" del dúo venezolano Servando & Florentino. La canción terminó 1998 como la séptima canción latina con mejor interpretación del año en Estados Unidos.  La canción también alcanzó el número dos en la lista Latin Pop Airplay. En noviembre de 1999, "Yo nací para amarte" fue etiquetado como uno de los "hottest tracks" de Sony Discos en una lista que incluía las canciones más exitosas lanzadas por el sello desde el lanzamiento de la lista Billboard Hot Latin Tracks en 1986. 
Eliseo Cardona de El Nuevo Herald destacó "Yo nací para amarte" como uno de los boleros donde Fernández interpreta con "intensidad y pasión". En los Premios Billboard de la Música Latina de 1999, "Yo Nací Para amarte" fue nominada a Hot Latin Track del Año y Pop Hot Latin Track del Año. Fernández perdió el primer galardón ante "Por mujeres como tú" de Pepe Aguilar y el segundo ante "Vuelve" de Ricky Martin .  La canción también llevó a Santander a recibir un BMI Latin Award en 1999 en reconocimiento a las canciones latinas con mejor interpretación en 1998.

## Listas
| Lista (1998)                       | Máxima posición |
| ---------------------------------- | --------------- |
| Mexico Ballads (AEE)               | 9               |
| Panamá (Notimex)                   | 1               |
| Estados Unidos (Hot Latin Songs)   | 1               |
| Estados Unidos (Latin Pop Airplay) | 2               |
| Venezuela (Record Report)          | 1               |

| Lista (1998)                     | Posición |
| -------------------------------- | -------- |
| US Hot Latin Tracks (Billboard)  | 7        |
| US Latin Pop Airplay (Billboard) | 10       |

### Sucesión y posicionamiento
| Predecesor: Rezo de Carlos Ponce | U.S. Billboard Hot Latin Tracks — Sencillo N°. 1 18 de julio de 1998 - 21 de agosto de 1998 | Sucesor: Te quiero tanto, tanto de Onda Vaselina |

## Créditos y personal
Créditos adaptados de las notas de Me estoy enamorando. 

### Personal
- Alejandro Fernández – voz
- Kike Santander – composición, arreglista, guitarra acústica, vihuela, teclados
- Nicky Orta – bajo
- René Toledo – guitarra de doce cuerdas
- Luis Enrique – percusión
- Archie Peña – maracas
- Teddy Mulet – trompeta.